# 쌀 버미셀리
쌀 버미셀리(-vermicelli) 또는 버미셀리 쌀국수(vermicelli---)는 중국 남부, 대만, 일본, 동남아시아, 남아시아 요리 등에 쓰이는 얇은 쌀국수이다.

## 이름
동남아시아에서 쌀 버미셀리를 가리키는 낱말들은 다양한 모양의 "쌀국수"를 뜻하는 중국어 미펀(米粉, mǐfěn, 미분)의 남부 방언 형태인 민난어 비훈(bí-hún)이나 하카어 미푼(mí-fún) 등에서 유래한 경우가 많다. 푸젠성을 비롯한 중국 남부에서는 쌀 버미셀리가 기본적인 쌀국수(미펀) 형태이다.
- 라카사(마카오어: lacassá)
- 마이판(광둥어: 米粉, 월병: mai5 fan2)
- 몬 팟(버마어: မုန့်ဖတ်)
- 미펀(중국어: 米粉, 병음: mǐfěn)
- 미푼(하카어: mí-fún)
- 미훈(자와어: mihun)
- 분(베트남어: bún)
- 비혼(타갈로그어: bihon)
- 비훈(민난어: bí-hún, 말레이어·인도네시아어:  bihun[*], 일본어: ビーフン)
- 센 미(태국어: เส้นหมี่)
- 센 카우 뿐(라오어: ເສັ້ນເຂົ້າປຸ້ນ)

## 지역별 요리

### 중화권
대만과 중국 푸젠(福建)에서는 쌀 버미셀리로 만든 볶음국수인 차오미펀(炒米粉)을 흔히 먹는다. 타이완의 쌀 생산지인 신주(新竹)에서 생산된 신주 미펀이 유명하다,
홍콩에서는 "싱가포르식 볶음쌀국수"라는 뜻의 싱자우차우마이(星洲炒米)를 먹는다.

### 동남아시아
말레이시아와 싱가포르, 인도네시아에서는 미 박소, 미 시암, 비훈 고렝, 소토 미, 호키엔 미 등 여러 가지 국수 요리가 쌀 버미셀리로 만들어지며, 룸피아 등에도 쌀 버미셀리가 들어간다.
미얀마에서는 몬 힝가 등 국수 요리가 쌀 버미셀리로 만들어진다.
베트남에서는 분 더우 맘 똠, 분 리에우, 분 보 남보, 분 보 후에, 분 짜, 분 팃 느엉 등 여러 가지 국수 요리가 쌀 버미셀리로 만들어지며, 고이 꾸온(월남쌈) 등에도 쌀 버미셀리가 쓰인다.
필리핀에서는 판싯 등 국수 요리가 쌀 버미셀리로 만들어진다.

### 기타 지역
중앙아시아의 고려인 들이 잡채와 비슷한 푼초자를 쌀 버미셀리로 만들기도 한다.

## 사진

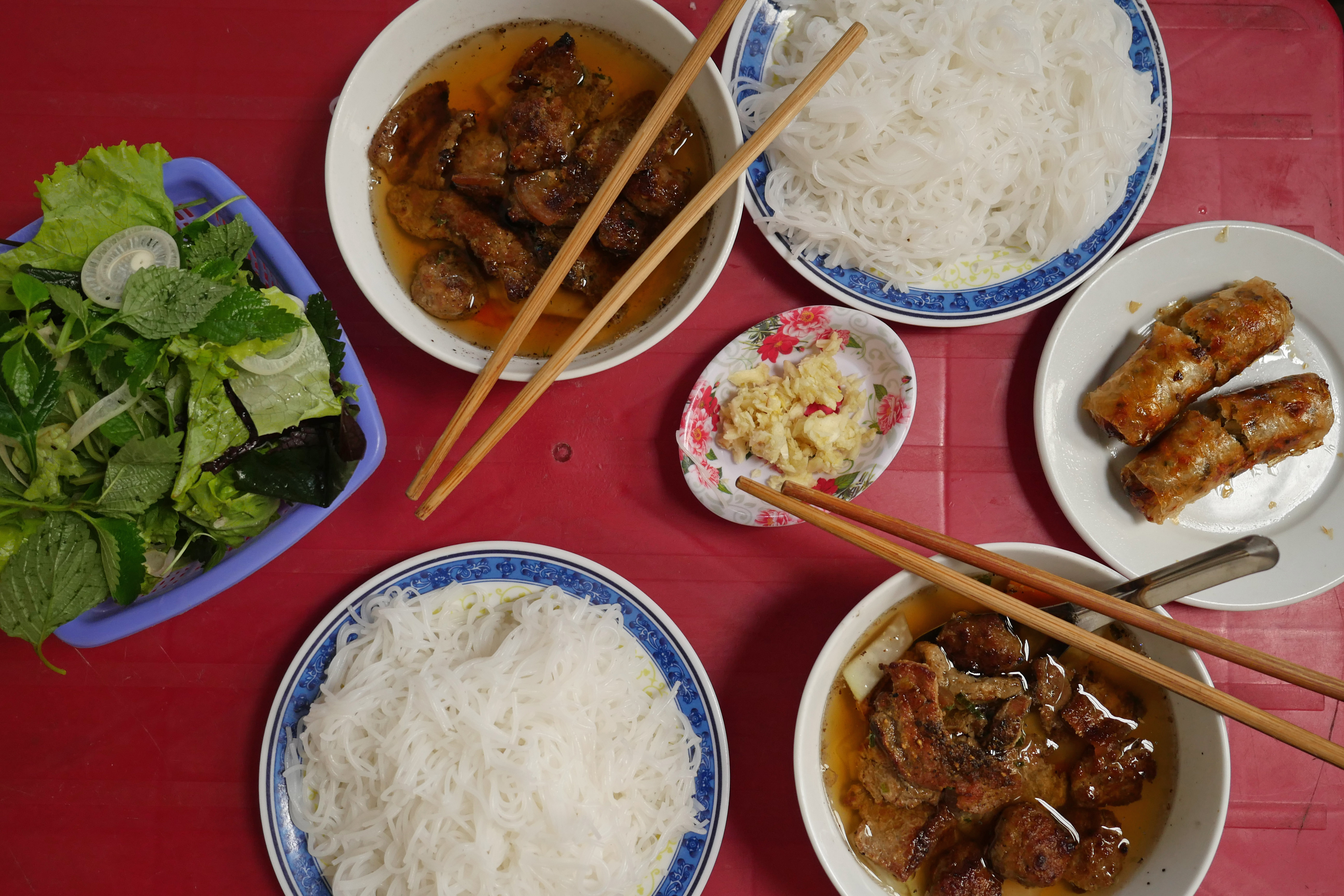
분 짜
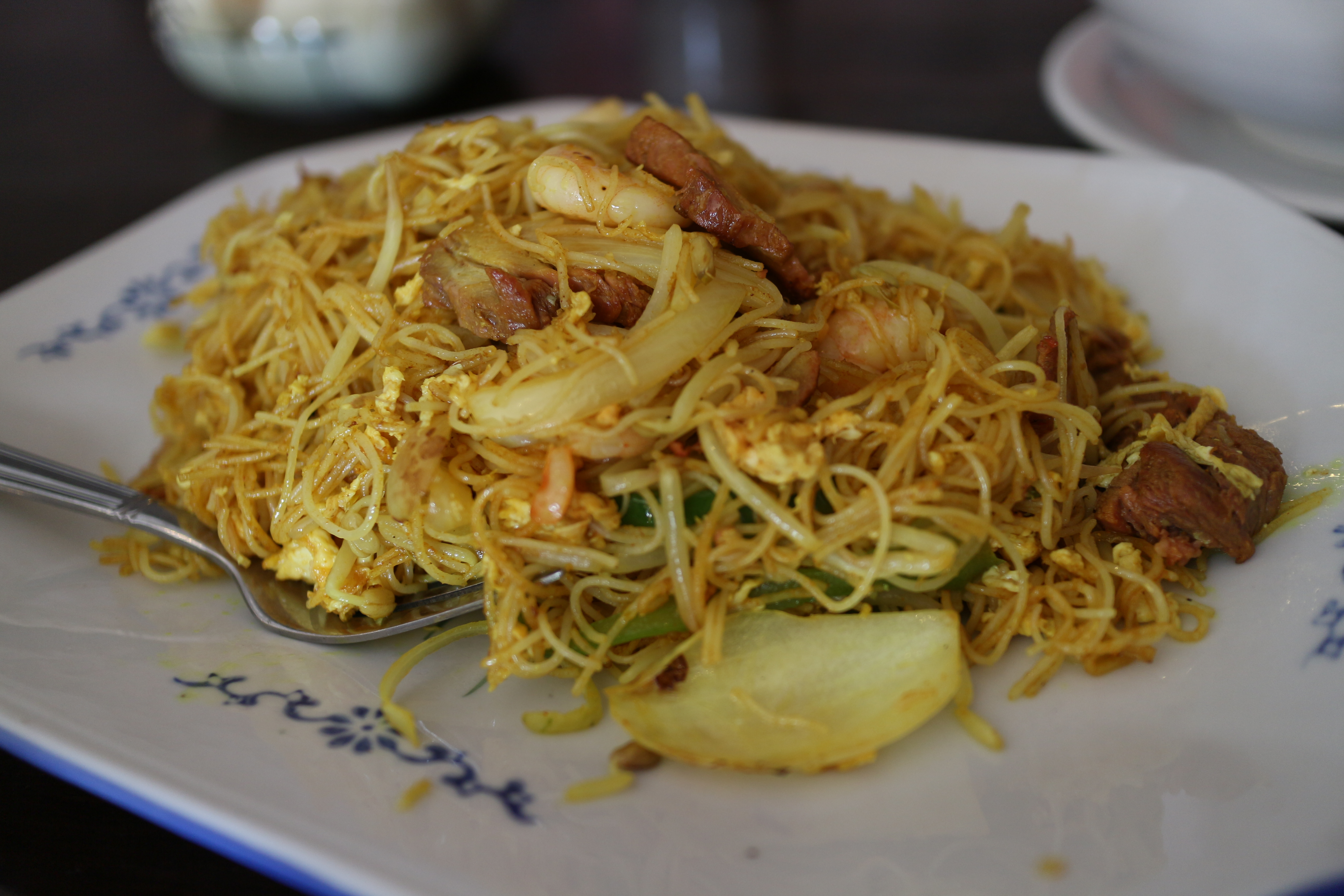
싱자우차우마이
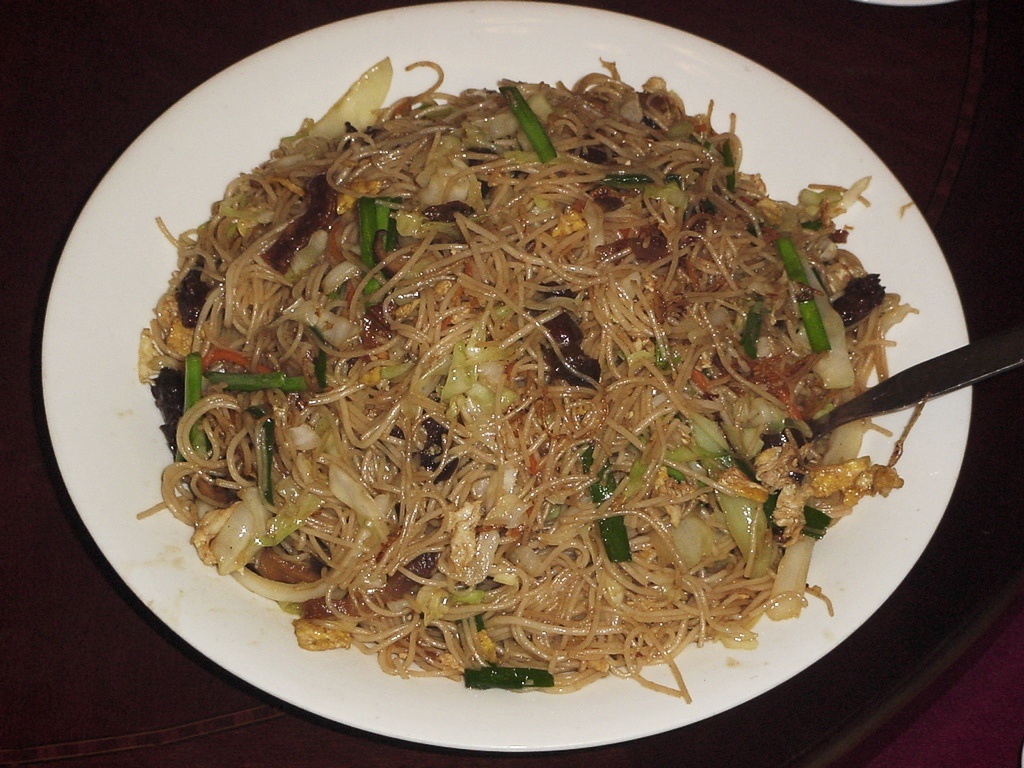
차오미펀
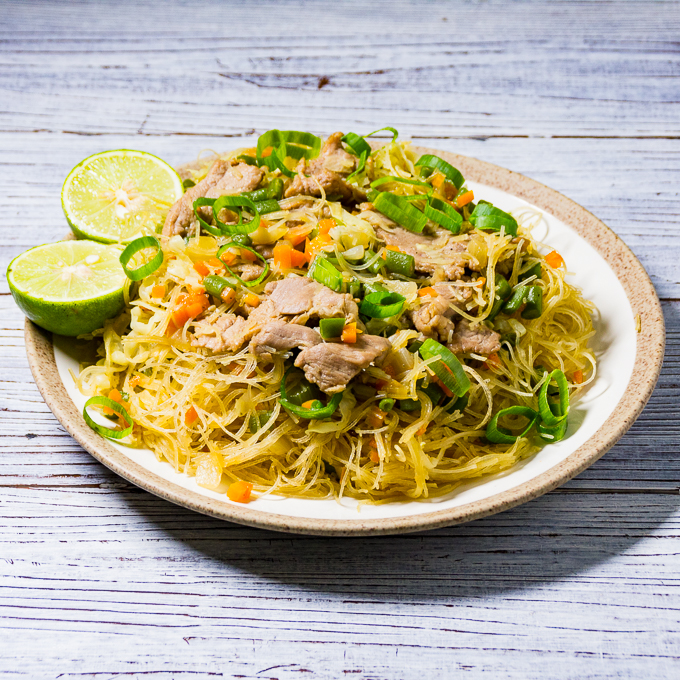
판싯 비혼
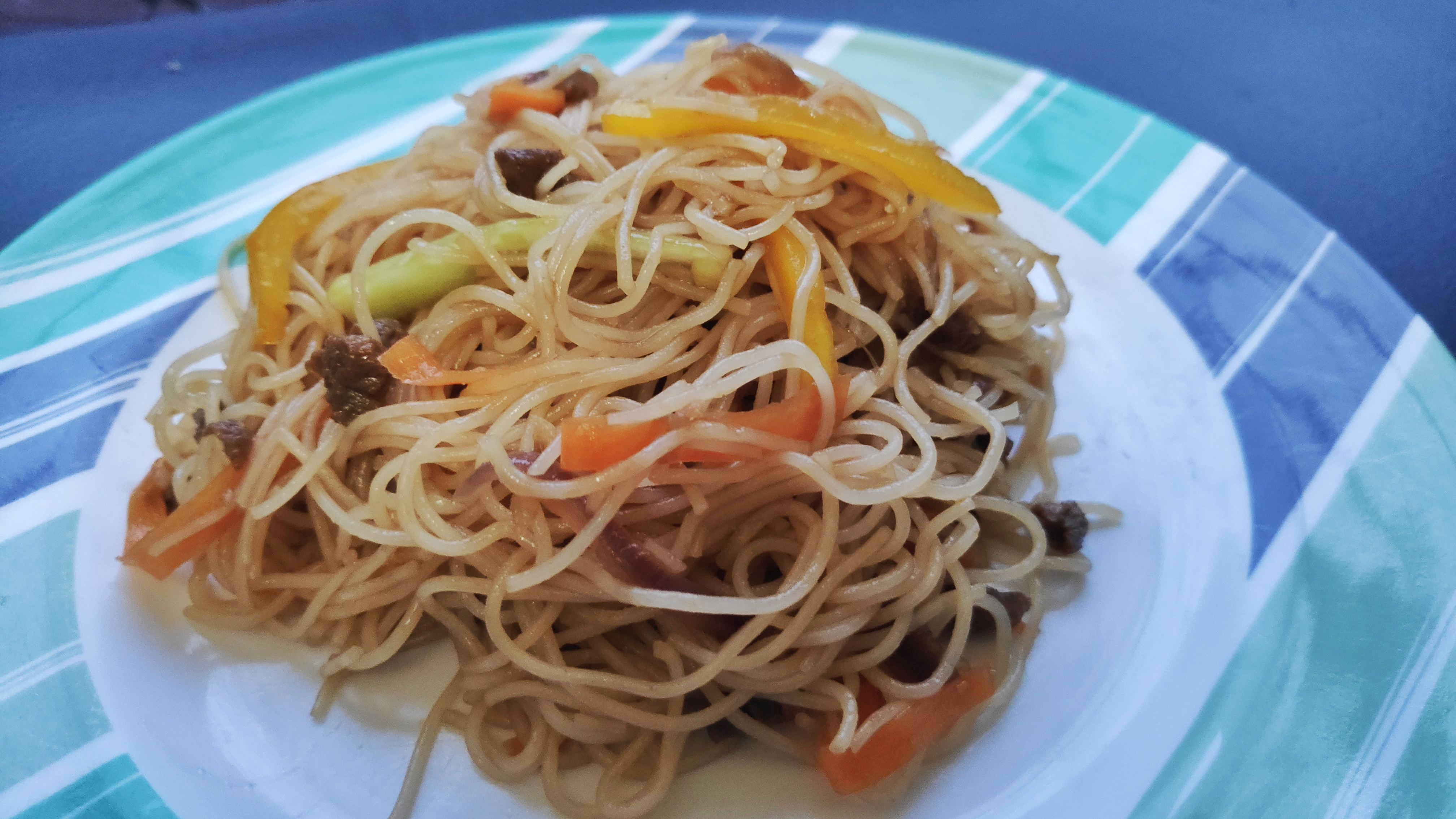
푼초자

## 같이 보기
- 미셴
- 미수앙
- 세바이
- 카놈 찐